# Cratyna schineri
Cratyna schineri är en tvåvingeart som först beskrevs av Johannes Winnertz 1867.  Cratyna schineri ingår i släktet Cratyna och familjen sorgmyggor.
Artens utbredningsområde är Polen. Inga underarter finns listade i Catalogue of Life.